# Mario Cvitanović
Mario Cvitanović (ur. 6 maja 1975 w Zagrzebiu) – piłkarz chorwacki grający na pozycji środkowego obrońcy.

## Życiorys
Piłkarską karierę zaczynał w małym klubie Radnik Velika Gorica, z miasta leżącego niedaleko Zagrzebia. W 1995 roku trafił do najbardziej utytułowanego klubu Chorwacji Dinama Zagrzeb. W pierwszej lidze zadebiutował w 1996 roku. Miejsce w podstawowej jedenastce Dinama wywalczył w sezonie 1997/1998. W Dinamie grał do 2000 roku. W tym okresie pięciokrotnie wywalczył mistrzostwo kraju (1996–2000). Trzykrotnie zdobył Puchar Chorwacji (1996–1998). Grał też z Dinamem w Lidze Mistrzów.
Latem 2000 roku Cvitanović podpisał kontrakt z włoską Hellas Werona. W drużynie z Werony zagrał 16 meczów w Serie A, a zespół przegrał baraże o utrzymanie w lidze z Regginą Calcio. W sezonie 2001/2002 był już graczem beniaminka ligi AC Venezia. Venezia zajęła w 2002 roku ostatnie 18. miejsce w lidze. Latem 2002 Cvitanović przeszedł do klubu Genoa 1893. Tam był zawodnikiem podstawowego składu, zagrał 33 mecze, ale po raz trzeci z rzędu jego drużyna spadła z ligi. W lipcu Cvitanović trafił do SSC Napoli i pomógł swojej drużynie w utrzymaniu w lidze (Napoli zajęło 14. miejsce w Serie B).
Cvitanović w 2004 roku przeniósł się do belgijskiego Germinalu Beerschot Antwerpia. Drużyna zajęła 9. miejsce w lidze, a w finale Pucharu Belgii wygrała z Club Brugge 2:1 i dzięki temu zakwalifikowała się do Pucharu UEFA. W kolejnym sezonie, 2005/2006, Germinal Beerschot zajął jeszcze wyższe miejsce w lidze – szóste, ale Cvitanović przez pewną część sezonu zmagał się z kontuzją, co pozwoliło mu zagrać jedynie w 19 meczach. W lipcu 2006 roku Cvitanović postanowił wrócić do ojczyzny i po raz drugi w karierze został graczem Dinama Zagrzeb. W Dinamie grał jednak tylko w rundzie jesiennej, w której strzelił 2 gole w 17 meczach, a w styczniu 2007 za darmo przeszedł do beniaminika Bundesligi, Energie Cottbus. W Energie grał do zakończenia swojej kariery, czyli do 2009 roku.
W reprezentacji Chorwacji Cvitanović zadebiutował 10 października 1998 roku w wygranym 4:1 meczu z Maltą w ramach kwalifikacji do Euro 2000. W reprezentacji kraju Cvitanović zagrał 7 meczów nie zdobywając gola.

## Kariera
| Sezon   | Klub               | Kraj      | Rozgrywki     | Mecze | Bramki |
| ------- | ------------------ | --------- | ------------- | ----- | ------ |
| 1995/96 | Dinamo Zagrzeb     | Chorwacja | Prva HNL      | 4     | 0      |
| 1996/97 | Dinamo Zagrzeb     | Chorwacja | Prva HNL      | 12    | 1      |
| 1997/98 | Dinamo Zagrzeb     | Chorwacja | Prva HNL      | 23    | 0      |
| 1998/99 | Dinamo Zagrzeb     | Chorwacja | Prva HNL      | 27    | 1      |
| 1999/00 | Dinamo Zagrzeb     | Chorwacja | Prva HNL      | 25    | 1      |
| 2000/01 | Hellas Werona      | Włochy    | Serie A       | 16    | 0      |
| 2001/02 | AC Venezia         | Włochy    | Serie A       | 7     | 0      |
| 2002/03 | Genoa 1893         | Włochy    | Serie B       | 33    | 0      |
| 2003/04 | SSC Napoli         | Włochy    | Serie B       | 9     | 0      |
| 2004/05 | Germinal Beerschot | Belgia    | Eerste Klasse | 25    | 1      |
| 2005/06 | Germinal Beerschot | Belgia    | Eerste Klasse | 19    | 1      |
| 2006/07 | Dinamo Zagrzeb     | Chorwacja | Prva HNL      | 17    | 2      |
| 2006/07 | Energie Cottbus    | Niemcy    | Bundesliga    | 17    | 0      |
| 2007/08 | Energie Cottbus    | Niemcy    | Bundesliga    | 31    | 0      |
| 2008/09 | Energie Cottbus    | Niemcy    | Bundesliga    | 23    | 0      |